# صنایع هوافضای کره
صنایع هوافضای کره (انگلیسی: Korea Aerospace Industries) شرکت هوافضا و صنایع جنگ‌افزاری کره‌ای است، که در سال ۱۹۹۹ تأسیس شد.